# United States Institute for Theatre Technology
Das United States Institute for Theatre Technology (USITT) ist eine Vereinigung von Profis in der Veranstaltungsindustrie. Unter anderem wurde die Normung der DMX-Schnittstelle durch die USITT durchgeführt.
Sitz der Organisation ist in Syracuse im US-Bundesstaat New York.